# Escut de la Baronia de Rialb
L'escut oficial de la Baronia de Rialb té el següent blasonament:
Escut caironat: d'atzur, una casa d'argent tancada de sable. Per timbre una corona de baró.

## Història
Va ser aprovat l'1 d'abril del 1993 i publicat dins el DOGC el 14 d'abril del mateix any amb el número 1732.
L'element principal de l'escut és la "casa comuna" de la baronia de Rialb, i els esmalts, argent i atzur, provenen de les armes dels barons, els Alentorn. La corona també recorda la pertinença del municipi a la baronia.